# Pawel Witaljewitsch Polischtschuk
Pawel Witaljewitsch Polischtschuk (russisch Павел Витальевич Полищук, * 20. Dezember 1968 in Semipalatinsk (Sowjetunion)) ist ein russischer Kommunalpolitiker mit einer medizinischen Ausbildung. Seit September 2019 ist er Vorsitzender des Stadtkreises Pionerski in der Oblast Kaliningrad und gleichzeitig auch Leiter eines dortigen Alters- und Invalidenheims.

## Leben

### Arzttätigkeit
Im Jahr 1994 absolvierte er in seiner Geburtsstadt Semipalatinsk (heute Semei), die inzwischen zu Kasachstan gehörte, das staatliche medizinische Institut im Bereich Heilverfahren. Ab 1995 arbeitete er als Arzt in einem Krankenhaus in der damaligen kasachischen Hauptstadt Almaty.
Im Jahr 1998 wechselte er in gleicher Funktion an ein Krankenhaus in Sowetsk (Oblast Kaliningrad), wo er bis 2007 tätig war. Von Oktober 2008 bis Juni 2009 war er Direktor des Geronto-Psichiatritscheski Zentr der Oblast Kaliningrad in Neman. Von Juli 2009 bis März 2010 war er stellvertretender Direktor des Psicho-Newrologitscheski Internat in Bolschakowo. Von März 2010 bis Februar 2017 war er stellvertretender Direktor der Sozialheilstätte Metschta (dt. Wunschtraum) in Swetlogorsk. Seit Februar 2017 ist er Direktor des Alters- und Invalidenheims Sosnowaja ussadba (dt. Kiefernhof) in Pionerski.

### Politische Tätigkeit
Im September 2019 wurde er bei Nachwahlen zum Abgeordneten des Stadtkreises Pionerski gewählt und noch im selben Monat, als Nachfolger der zurückgetretenen Jelena Sergejewna Schirotschenko, auch gleich zu dessen Vorsitzenden.